# Bing Maps
Bing Maps (voorheen Live Search Maps, Windows Live Local en MSN Virtual Earth) is een online dienst van Microsoft met kaarten van over de hele wereld. De dienst maakt deel uit van de zoekmachine Bing en kenmerkt zich door niet alleen gebruik te maken van kaarten en satellietfoto's, maar in stedelijke gebieden en grotere plaatsen ook van luchtfotografie (vogelperspectief). Dat resulteert in meer gedetailleerde beelden. 
De eerste bètaversie werd uitgebracht in december 2005.